# Verski turizam
Verski turizam jedan je od najstarijih oblika turističkih putovanja, a danas predstavlja vrlo značajan i propulzivan sektor globalnog turizma. Zbog ekonomskog potencijala, prirodno je što se sve veća pažnja poklanja raznim pitanjima upravljanja i promocije ovog oblika turizma.
U staroj Grčkoj, glavne "destinacije" takvih putovanja bila su svetilišta Zevsa u Olimpiji, Apolona u Delfima i Asklepija u Epidaurusu. Osim svegrčkih svetilišta bilo je i lokalnih u pojedinim polisima. Inače, u grčkim svetilištima, tokom rimskog doba, postojali su i brojni domicilni vodiči što je jedan od najstarijih primera "interpretacije" baštine: eksegeti ili mistagogi.‍:str. 14
Religija je organizovani sistem verovanja, ceremonija, običaja, obožavanja usmerenih na jednog vrhovnog Boga ili božanstvo (monoteizam) ili na određeni broj bogova/božanstava (politeizam). Ona je, u prvom redu, stav prema svetu. Vernik jedne religije može imati isti ili sličan doživlaj kao i vernik neke druge, ali sledbenici svake vere sebe izražavaju različito na racionalnom, emocionalnom i moralnom planu.
Osim osam glavnih religija (judaizam, hrišćanstvo, budizam, islam, hinduizam, šinto, daoizam i konfučijanizam), u svetu postoji ogroman broj verovanja, kultova, mitova i sekti. Najrasprostranjeniji: hrišćanstvo (2,1 milijardi) i islam (1,3 milijardi).

## Koncepti verskog turizma
Religijski turizam je fokusiran na posetu religijskim mestima, atrakcijama i destinacijama, a glavni cilj mu je angažovanje učesnika na jačanju određene vere. Da bi se moglo govoriti o religijskom turističkom putovanju, ono mora biti prevashodno motivisano religijskim razlozima. Ipak, ovaj oblik turizma nije lako precizno definisati: "Skup odnosa i uslužnih aktivnosti kojima se zadovoljavaju pretežno duhovne, ali i kulturne i socijalne potrebe vernika koje proizilaze iz njihovog religijskog opredeljenja..."
Većinu religijskih mesta i objekata obilaze i drugi turisti (kulturni turizam), nezavisno od verskih osećanja, što još više otežava diferencijaciju verskog turizma u odnosu na druga turistička kretanja.
Iz perspektive pružalaca turističkih usluga hodočasnici jesu turisti i tako ih treba tretirati. I jedni i drugi su potrošači koji na isti način konzumiraju turističke usluge, bez obzira na to što hodočasnici posvećuju deo boravka u destinaciji realizacije verskih potreba. Strukturno, aktivnosti hodočasnika i turista su slične i podrazumevaju korišćenje istih usluga (prevoz, smeštaj i sl.), pri čemu i hodočasnici mogu praktikovati neke tipične turističke aktivnosti (razgledanje, kupovina suvenira i sl.).
Teologija nerado govori o verskom turizmu kao o posebnom obliku turizma; u katolicizmu i islamu se smatra da bi se prihvatanjem takvog pojma usvojilo i mišljenje da religija može imati i neki drugi smisao osim religioznog.
Religiozni turizam ima još neke specifičnosti u odnosu na druge vrste turističkih kretanja: veoma su zastupljena grupna putovanja, na kojima učestvuju pripadnici iste veroispovesti, u pratnji duhovnika ili stručnog vodiča. Takve aranžmane organizuju specijalizovane turističke agencije ili sama Crkva, odnosno verska organizacija. Među pravoslavnim crkvama jedino Srpska pravoslavna crkva ima i svoju turističku agenciju, tj. turoperatore.
Religijski turizam nema sezonski karakter, budući da je u ovom slučaju koncentracija turista više vezana za određene datume u verskom kalendaru ili za neke posebne događaje.‍:str. 15

## Motivi turiste-vernika
Turista vernik ubeđen je u svoje verske stavove i redovno ispunjava verske obaveze. Njegovi motivi za putovanje mogu biti:
- Učešće u verskim svetkovinama;
- Neposredan susret sa svetim mestom;
- Iskazivanje poštovanja određenom svetitelju;
- Poklonjenje moštima svetitelja i očekivanje isceljenja;
- Upoznavanje temelja svoje vere (pogotovo za one koji žive u drugom verskom okruženju, recimo Jevreji iz inostranstva u poseti Izraelu).[1]‍:str. 16

## Značaj svetih građevina
Osim arhitektonskog i umetničkog značaja, svete građevine imaju vrednost i kao mesta od posebnog istorijskog značaja ili zato što su locirane u idiličnom pejzažu (katedrala u Šartru ili ostrvo-opatija Mont Saint Michel u Francuskoj). To mogu biti i obejekti koji su nastali iz religioznog osećanja (npr; zavet ili zahvalnost za "čudo" koje se dogodilo), ali ne služe za religijske potrebe.‍:str. 19

## Hodočašće
Hodočašće ima svoje specifičnosti. Reč je o fizičkom putovanju koje često, u simboličnom smislu, predstavlja "životno" putovanje pojedinca, a osim vernika sve više privlače i tzv. spiritualne turiste. U svakom slučaju, hodočašća imaju snažne političke, ekonomske, socijalne i kulturne implikacije, a masovnost ovih kretanja može čak uticati na globalnu privredu i zdravlje.
Glavni motivi hodočašća:
- Ispunjavanje zapovedi određene religije;
- Akt pobožnosti na mestu čudesnog ili značajnog događaja;
- Proces oslobađanja od grehova;
- Molitva i potraga za izlečenje od bolesti, tj. isceljenjem (naročito u katolicizmu);
- Prisustvo molitvi sa religijskim vođom;
- Prisustvo religijskoj ceremoniji ili prestavi;
- Porodična religijska ceremonija;
- Odlazak na mesta gde se u budućnosti očekuju čudesni događaji.[1]‍:str. 22